# Satpura
Satpura (hindi: सतपुड़ा, trl.: Satpuṛā; ang.: Satpura Range, Satpura Mountains) – niskie góry w zachodnich Indiach, w stanach Maharasztra i Madhya Pradesh, część wyżyny Dekan. Rozciągają się na długości ok. 800–900 km między dolinami rzek Tapti i Narmada. Najwyższy szczyt osiąga wysokość 1350 m n.p.m. Góry zbudowane głównie z łupków krystalicznych, granitów i kwarcytów. Występują pokrywy lawowe. Stoki północne opadają dość łagodnie, natomiast południowe są strome. Zbocza poprzecinane dolinami rzecznymi. Miejscami porośnięte lasami (teczyna, sal, bambus).
W południowo-wschodniej części występują złoża węgla i rud manganu. Rolnictwo występuje na wzgórzach Mahadeo (w dolinie rzeki Peńć i Wajngangi). W wyższych partiach Gondowie stosują system żarowy.